# Palaeopachygnatha
Genre
Palaeopachygnatha est un genre fossile d'araignées aranéomorphes de la famille des Tetragnathidae.

## Distribution
Les espèces de ce genre ont été découvertes dans la formation Florissant au Colorado aux États-Unis. Elles datent du Paléogène.

## Liste des espèces
Selon The World Spider Catalog 16.0 :
- †Palaeopachygnatha cockerelli Petrunkevitch, 1922
- †Palaeopachygnatha scudderi Petrunkevitch, 1922

## Publication originale
- (en) Petrunkevitch, 1922 : Tertiary spiders and opilionids of North America. Transactions of the Connecticut Academy of Arts and Sciences, vol. 25, p. 211–279.